# San Cristovo de Cea
San Cristovo de Cea (spanisch: San Cristóbal de Cea) ist eine spanische Gemeinde (Concello) mit 1.989 Einwohnern (Stand: 2024) in der Provinz Ourense der Autonomen Gemeinschaft Galicien.

## Geografie
San Cristovo de Cea liegt im Nordwesten der Provinz Ourense ca. 19 Kilometer nordnordwestlich der Provinzhauptstadt Ourense in einer Höhe von ca. 525 m.

## Bevölkerungsentwicklung der Gemeinde
Legende: Cea___San Cristóbal de Cea___San Cristovo de Cea

Quelle: INE-Archiv – grafische Aufarbeitung für Wikipedia
Die kontinuierliche Bevölkerungsrückgang in der zweiten Hälfte des 20. Jahrhunderts ist im Wesentlichen auf die Mechanisierung der Landwirtschaft und den damit einhergehenden Verlust an Arbeitsplätzen zurückzuführen.

## Gemeindegliederung
Die Gemeinde San Cristovo de Cea ist in 13 Parroquias gegliedert:
| Parroquias  | Patrozinium        | Einwohner 2024 | Fläche km² | Dichte Einw./km² | Höhe msnm | Ortskennzahl |
| ----------- | ------------------ | -------------- | ---------- | ---------------- | --------- | ------------ |
| Castrelo    | San Cibrao         | 177            | 4,02       | 44               | 507       | 32076010000  |
| Cea         | San Cristovo       | 619            | 3,93       | 158              | 524       | 32076020000  |
| Covas       | Santa María        | 163            | 13,05      | 12               | 622       | 32076030000  |
| Lamas       | San Martiño        | 65             | 2,65       | 25               | 457       | 32076040000  |
| Longos      | Santa Baia         | 33             | 2,93       | 11               | 470       | 32076050000  |
| Mandrás     | San Pedro          | 75             | 2,87       | 26               | 383       | 32076060000  |
| Oseira      | Santa María a Real | 263            | 29,75      | 9                | 656       | 32076070000  |
| Pereda      | Santa Baia         | 172            | 7,55       | 23               | 459       | 32076080000  |
| San Fagundo | San Fagundo        | 76             | 4,35       | 17               | 0         | 32076090000  |
| Souto       | San Salvador       | 44             | 1,81       | 24               | 396       | 32076100000  |
| Vales       | San Pedro          | 122            | 11,87      | 10               | 746       | 32076110000  |
| Vilaseco    | San Miguel         | 64             | 2,69       | 24               | 366       | 32076120000  |
| Viña        | San Román          | 130            | 6,98       | 19               | 437       | 32076130000  |

## Wirtschaft
| Ackerbau, Viehzucht und Fischerei                                                  | 054 | 08,01  |
| Industrie                                                                          | 099 | 014,69 |
| Bauwirtschaft                                                                      | 063 | 09,35  |
| Dienstleistungsbetriebe                                                            | 458 | 067,95 |
| Total                                                                              | 674 | 100,00 |
| * Daten aus dem Statistischen Amt für Wirtschaftliche Entwicklung in Galicien, IGE |     |        |

## Sehenswürdigkeiten

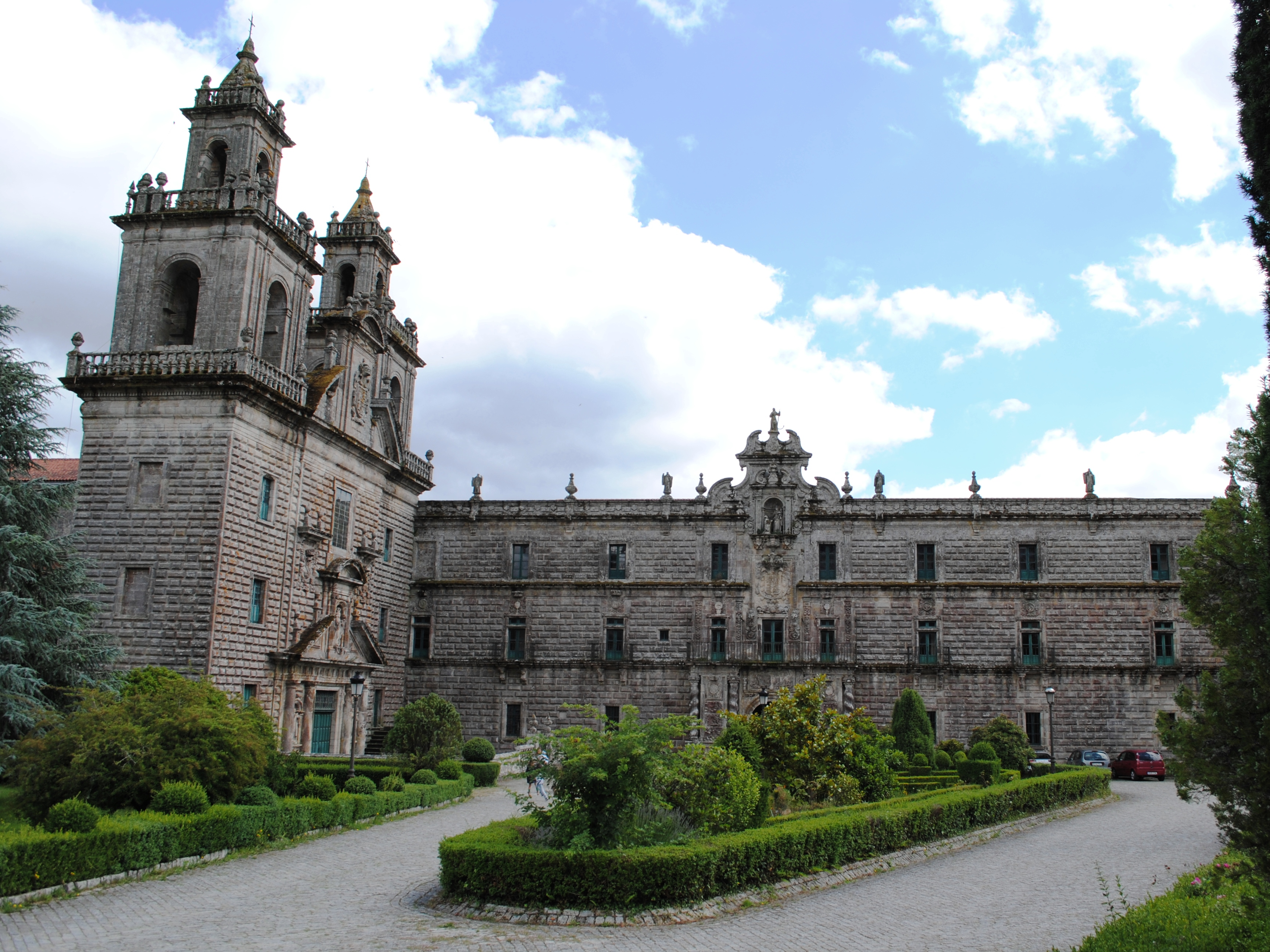
Marienkloster von Oseira
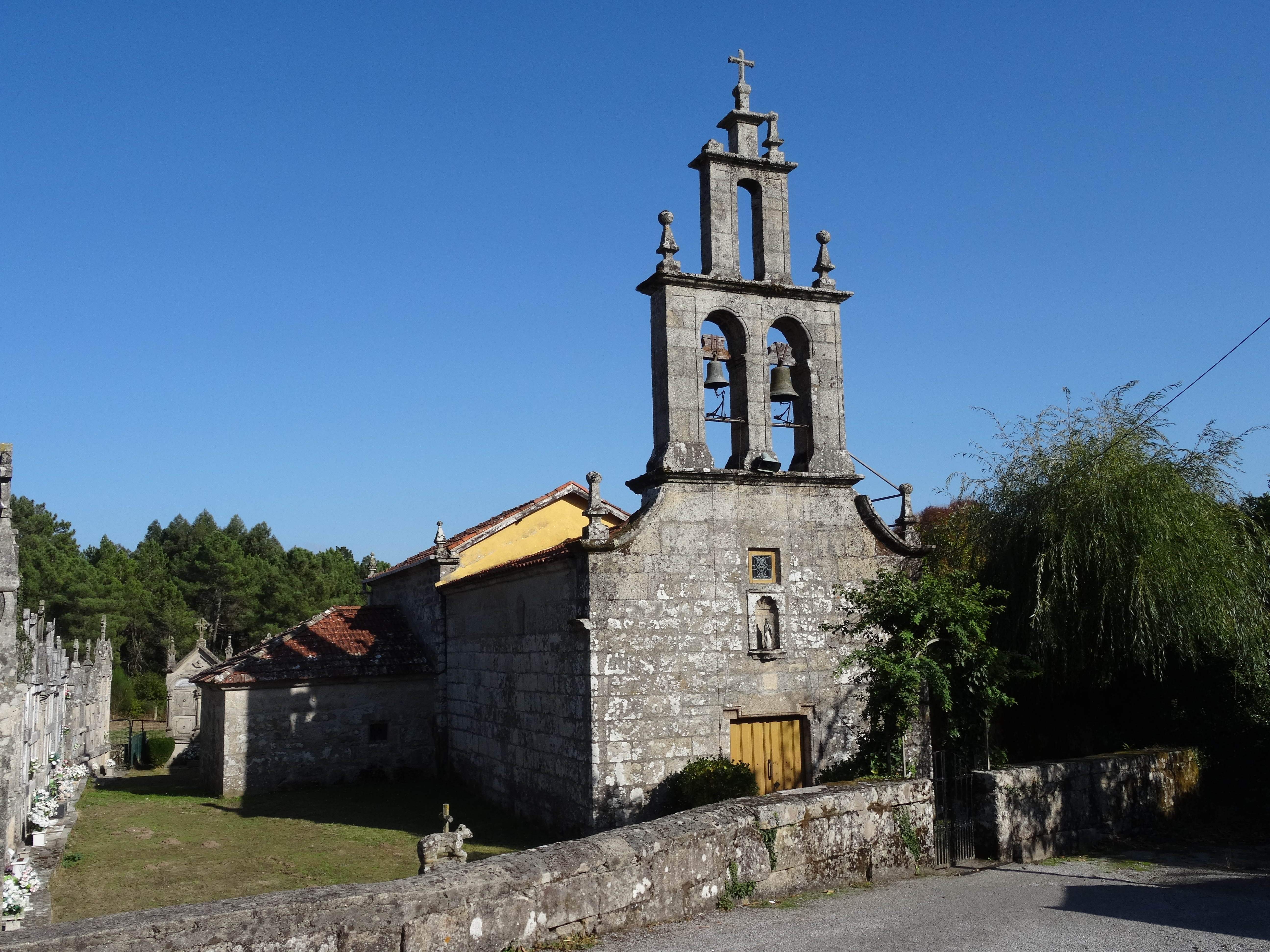
Cyprianuskirche
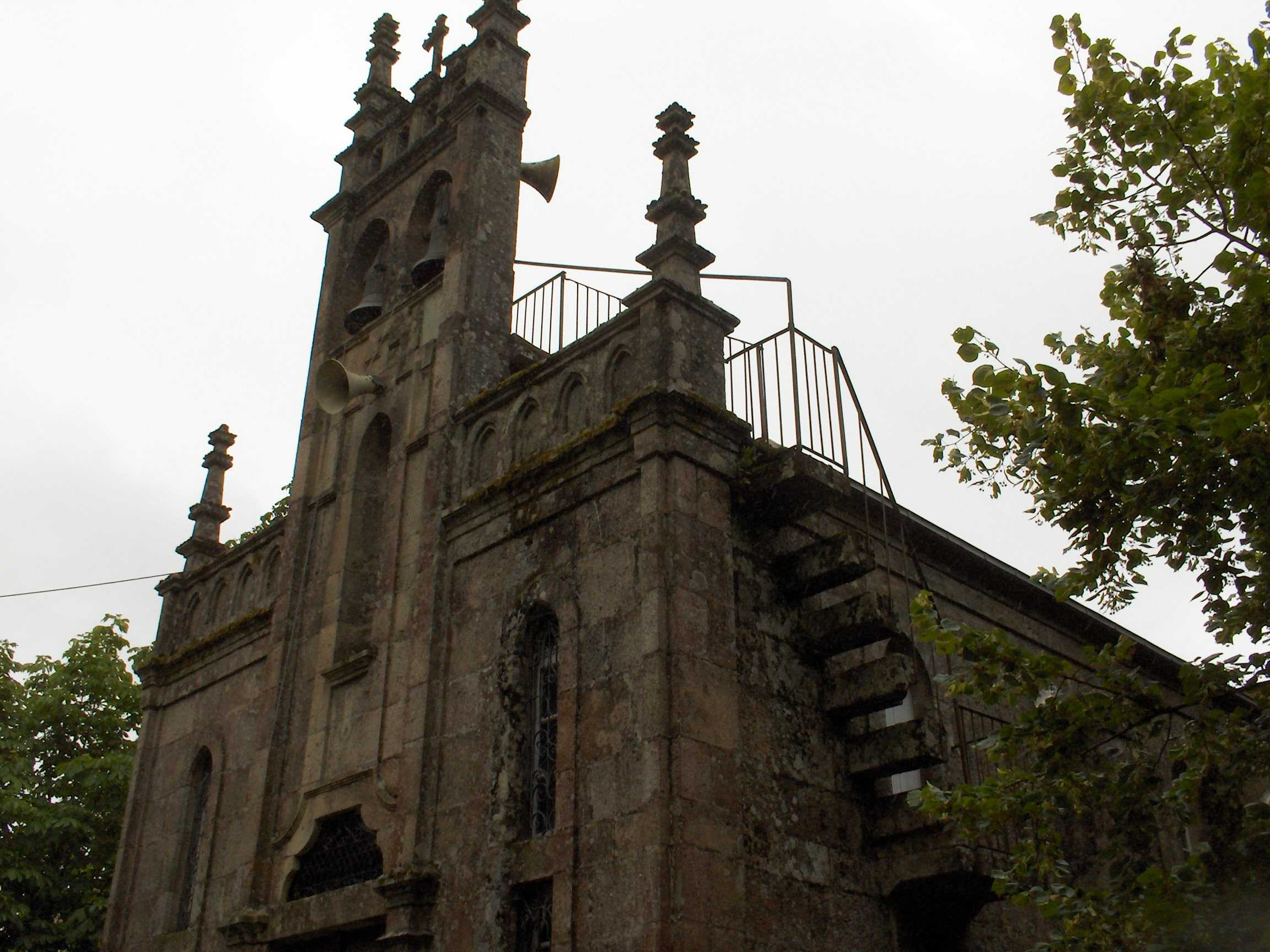
Christopheruskirche
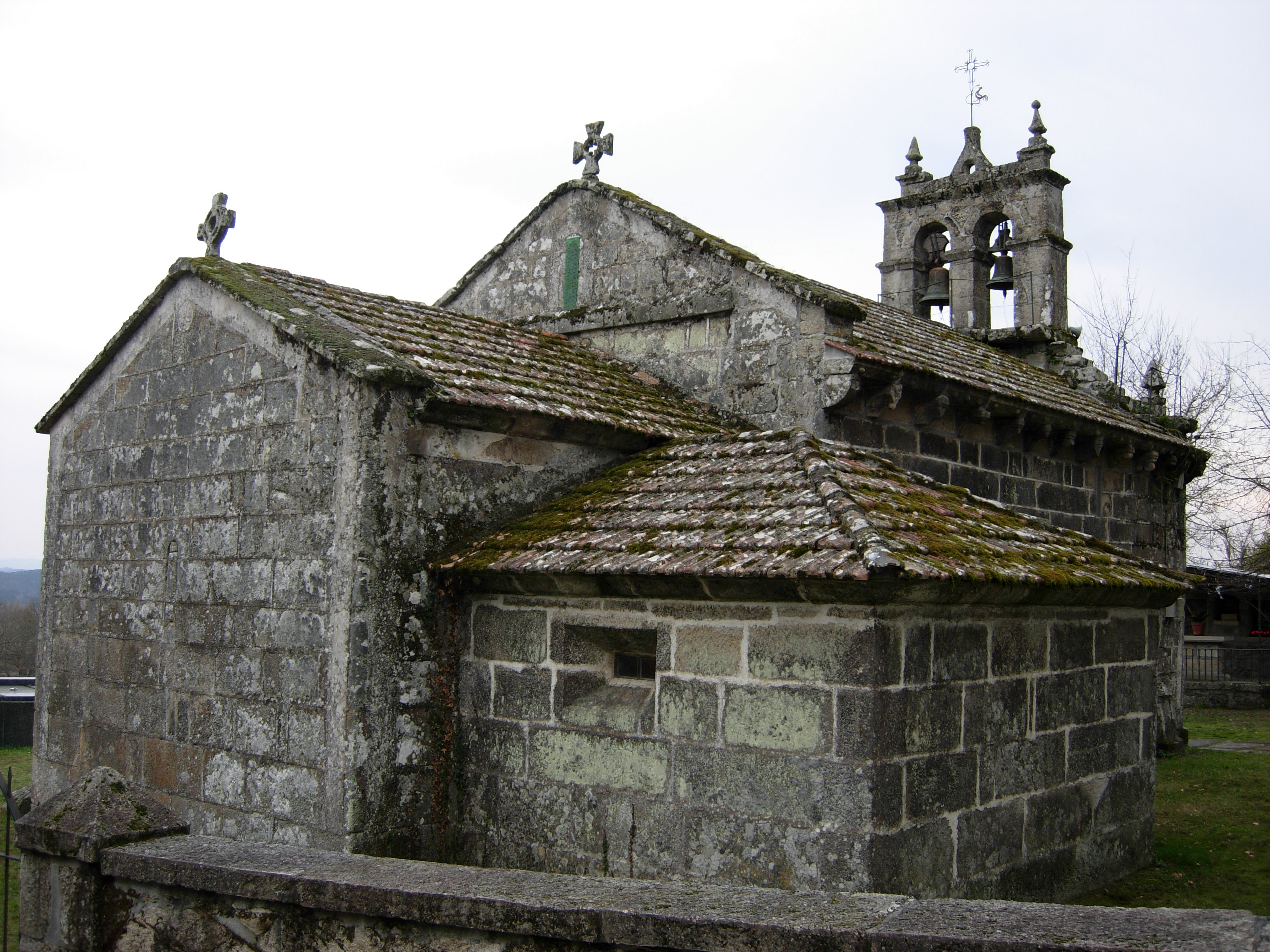
Salvatorkirche
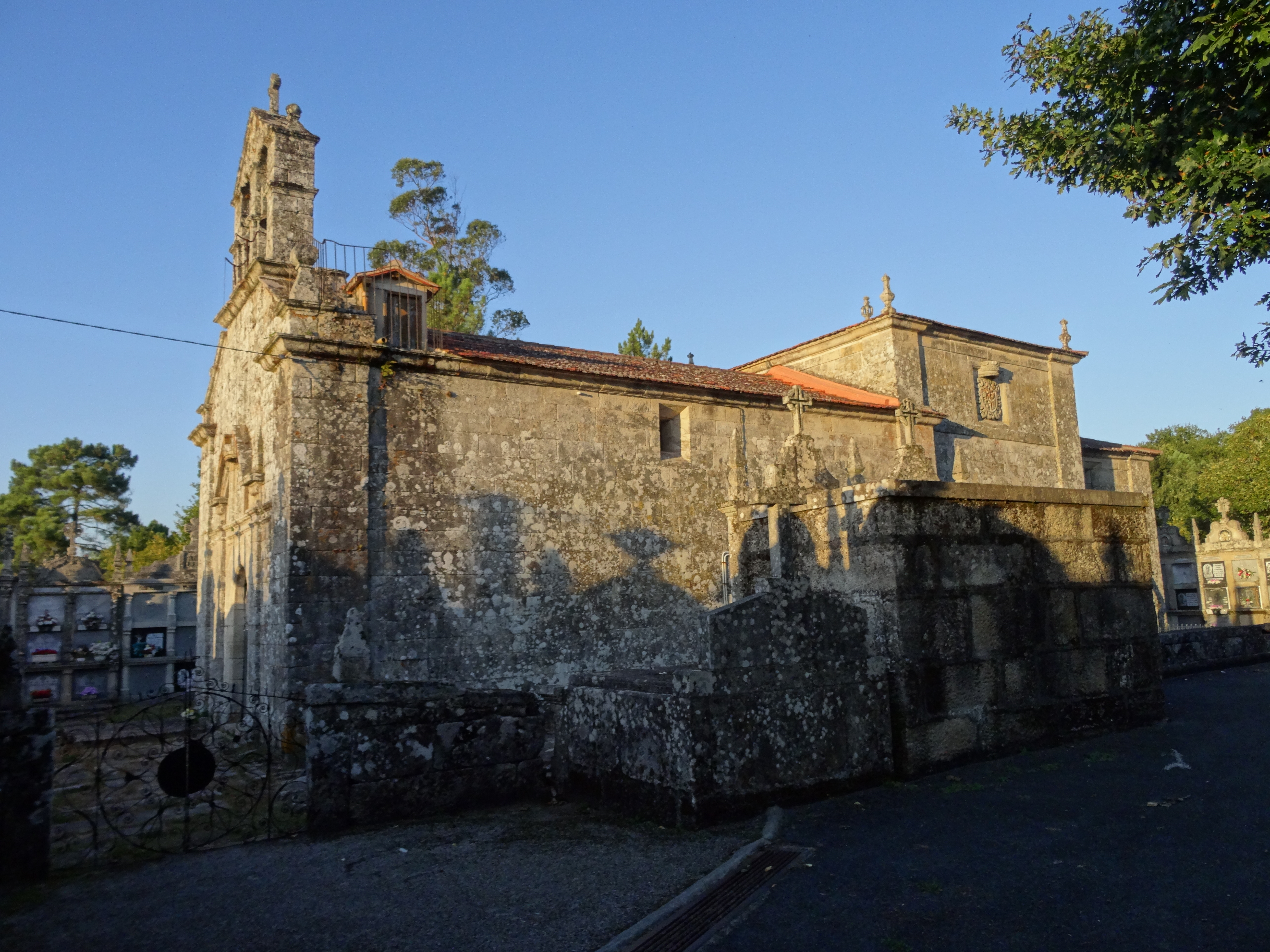
Martinskirche
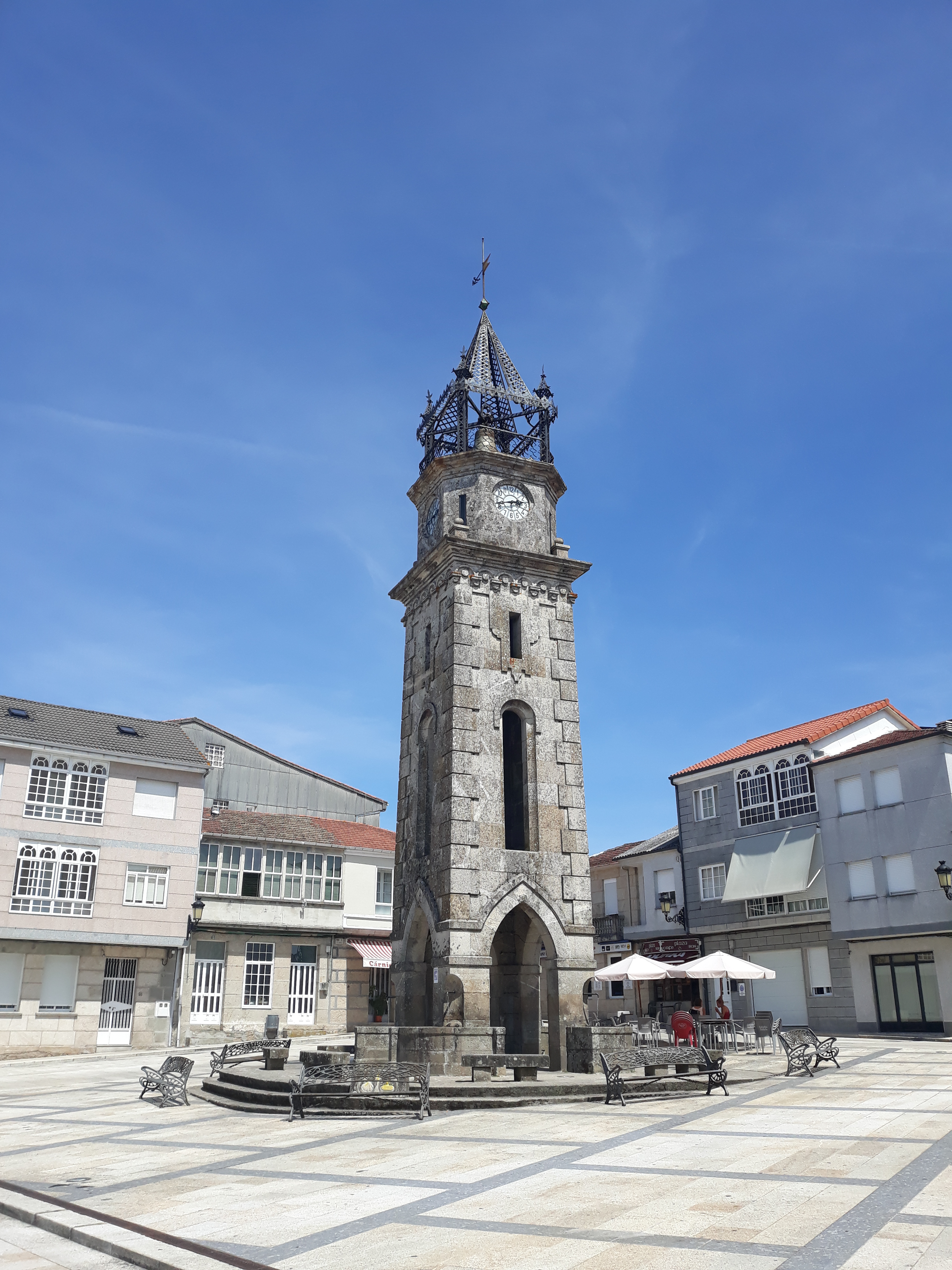
Uhrenturm
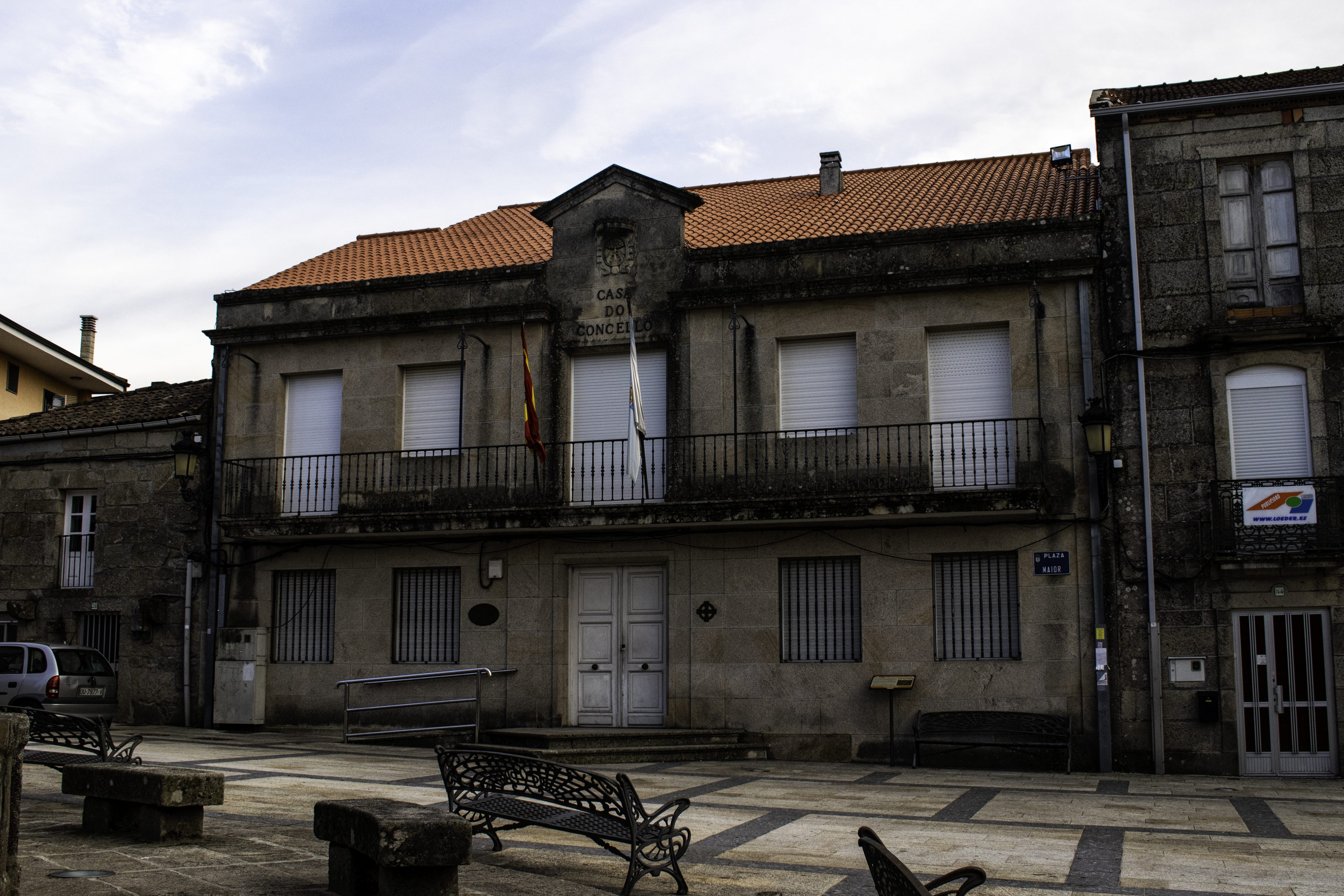
Rathaus

- Cyprianuskirche in Castrelo
- Christopheruskirche in Cea
- Martinskirche in Lamas
- Salvatorkirche in Souto
- Uhrenturm in Cea

- Marienkloster von Oseira
- Cyprianuskirche
- Christopheruskirche
- Salvatorkirche
- Martinskirche
- Uhrenturm
- Rathaus

## Persönlichkeiten
- Tomás Mosquera (1823–1890), Politiker und Minister
- Francisco Noguerol Freijedo (* 1976), Fußballspieler und -trainer